# Argemone hunnemannii
Argemone hunnemannii är en vallmoväxtart som beskrevs av Christoph Friedrich Otto och Dietr.. Argemone hunnemannii ingår i släktet taggvallmor, och familjen vallmoväxter. Inga underarter finns listade i Catalogue of Life.

## Bildgalleri

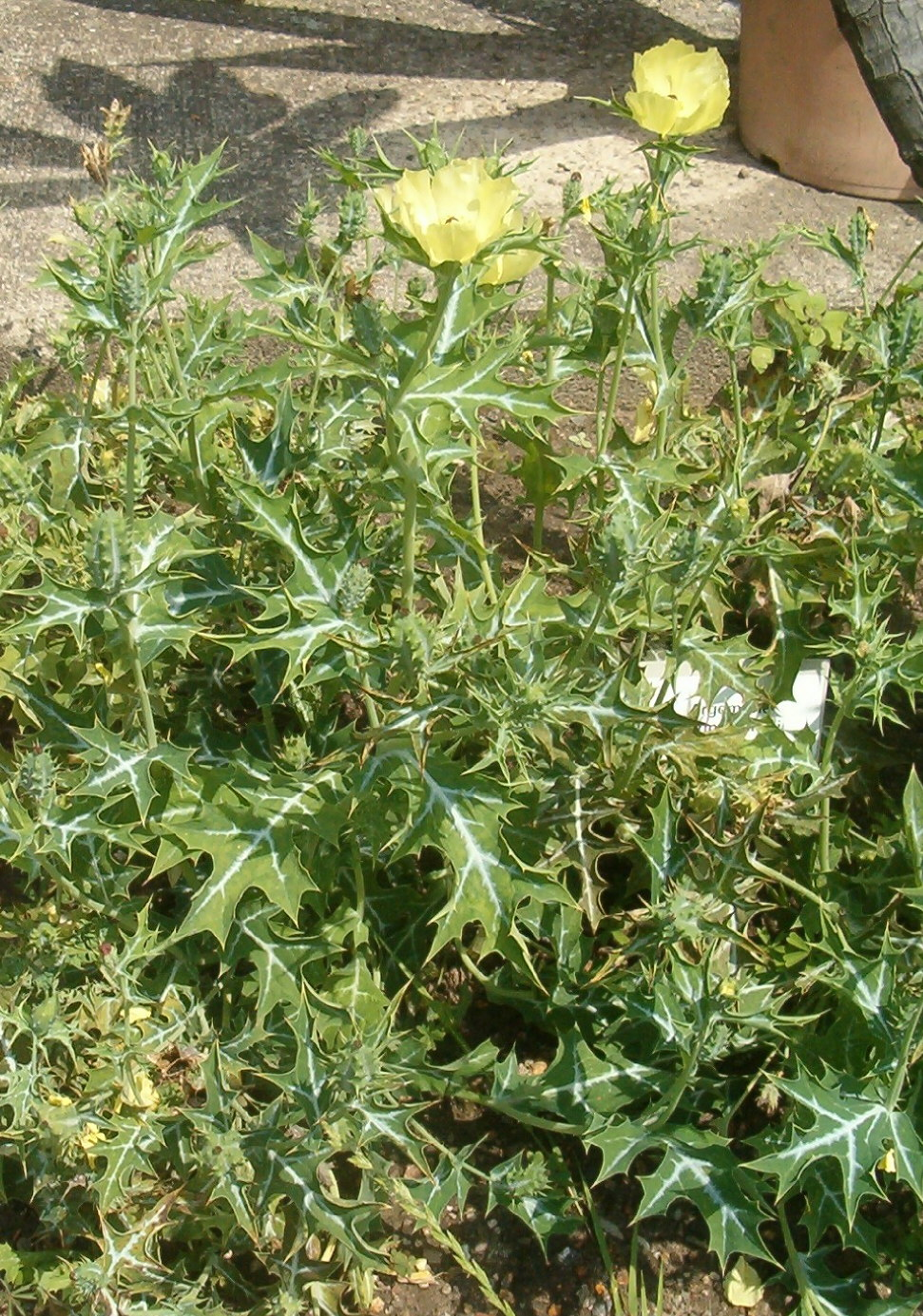
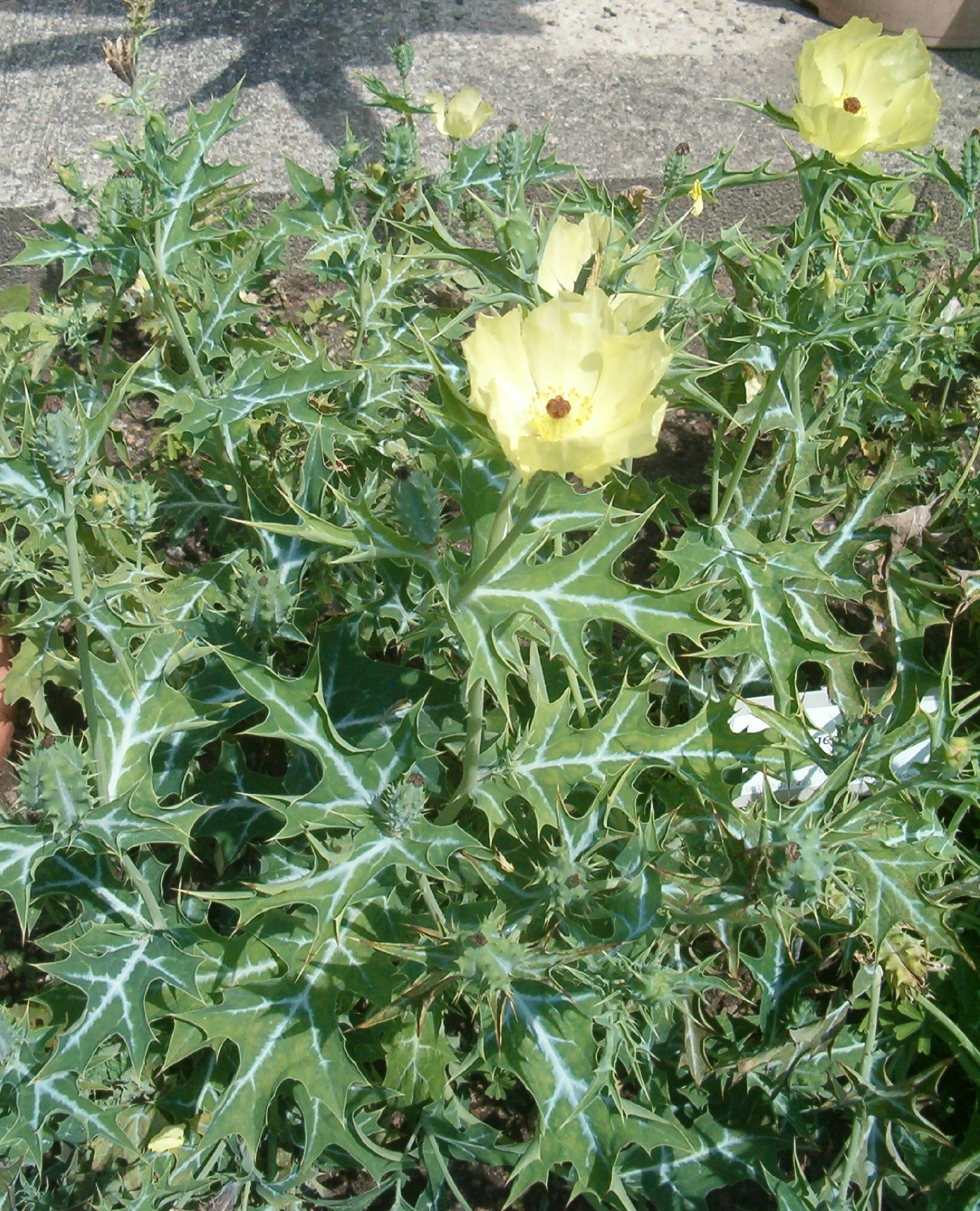
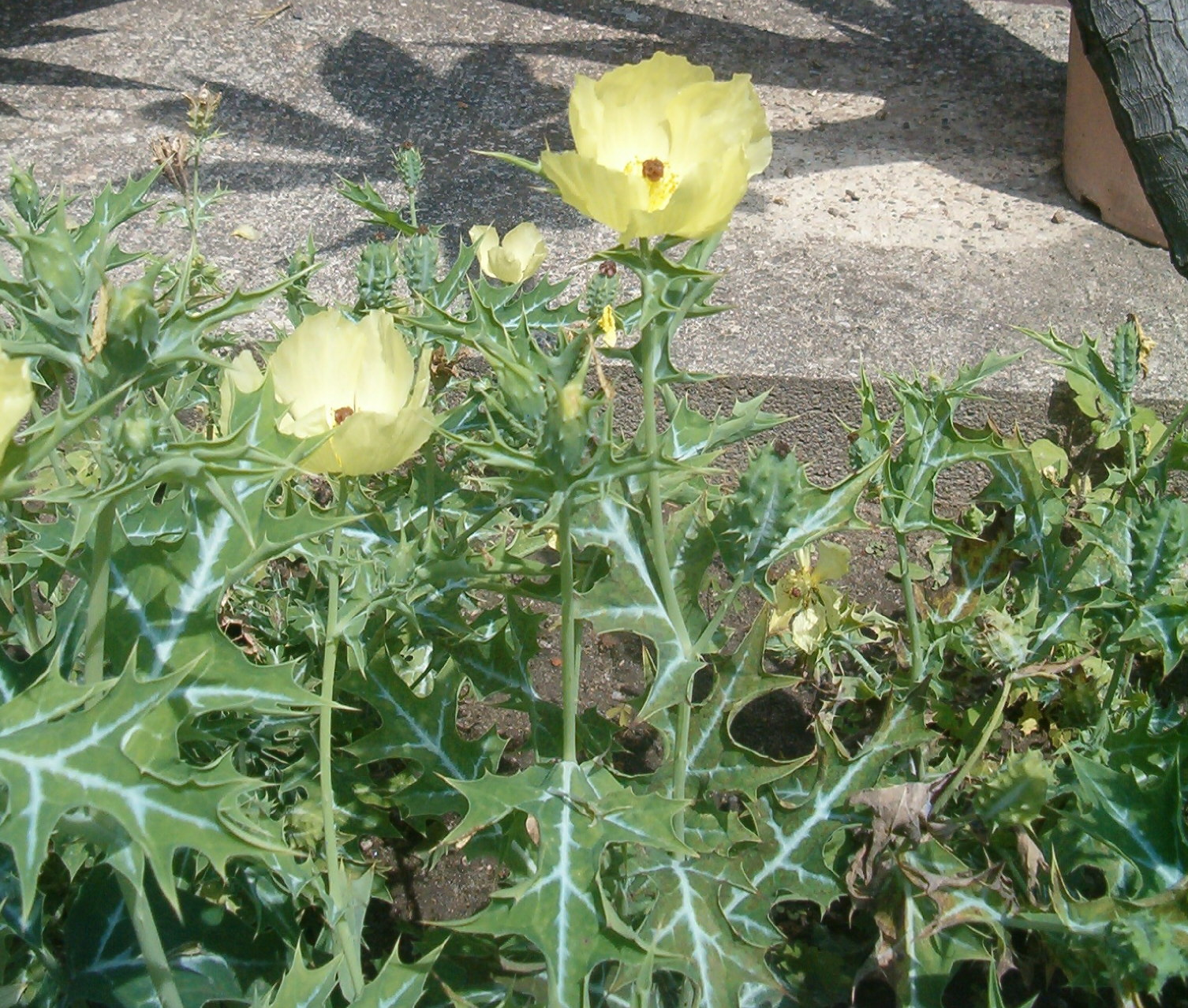
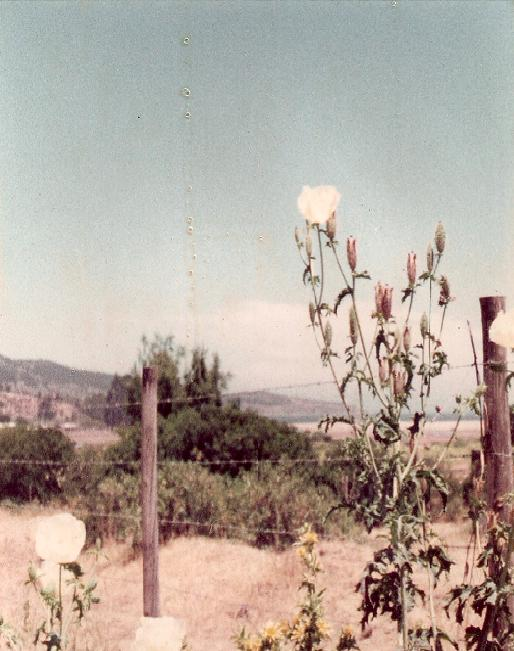